# Cryptotis orophila
Cryptotis orophila és una espècie de mamífer de la família de les musaranyes (Soricidae). Viu a Hondures, El Salvador i Costa Rica. El seu nom específic, orophila, significa ‘muntanyenca’ en llatí.